# Little Manhattan
Little Manhattan (bra: ABC do Amor; prt: A Magia do Primeiro Amor) é um filme estadunidense dos gêneros comédia romântica e dramédia de 2005 lançado pela 20th Century Fox. Foi dirigido por Mark Levin e escrito por Jennifer Flackett, sendo estrelado por Josh Hutcherson e Charlie Ray. Ambientado em Manhattan, o filme segue um menino de dez anos de idade enquanto ele experimenta seu primeiro amor.

## Enredo
Gabe, um menino aventureiro de 10 anos de idade, mora em Manhattan com os pais que estão prestes a se divorciar. Gabe passa a maior parte do seu tempo livre explorando a cidade em sua patinete. Suas façanhas diárias são acompanhadas e incentivadas pelo simpático ascensorista de seu prédio. Gabe conhece Rosemary, uma colega de classe de 11 anos que ele conhece desde o jardim de infância, em uma aula de caratê. Depois de fazer parceria com ela para um sparring, ele de repente a percebe como uma moça amadurecida, e não como uma simples garotinha. Para alegria de Gabe, eles começam a passar um tempo juntos e ele fica completamente apaixonado não só por ela, mas por sua vida: Rosemary mora com seus amorosos pais de classe alta nos arredores do Central Park. Um dia, Gabe leva Rosemary para um passeio pelo parque e, no outro dia, eles se aventuram pela cidade para se divertir. Eles passeiam para o Septuaguesimo Uno, o menor parque de Manhattan. Após saber do divórcio dos pais de Gabe, Rosemary decide ajudar o garoto a procurar um apartamento para o pai de Gabe ficar após o divórcio. Os pais de Rosemary os levam para ouvir um pianista de jazz no Carlyle Hotel, onde os dois finalmente se dão as mãos. Depois do show, os pais de Rosemary os deixam sozinhos na rua para se despedirem enquanto vão num mercado próximo para comprar leite; durante a tímida conversa entre os dois, Gabe repentinamente beija Rosemary, fazendo-a se despedir dele e ir embora junto com os pais.
A vida da família de Rosemary contrasta com a de Gabe. À medida que o relacionamento deles avança, Gabe começa a questionar o que está acontecendo com ele e por que está se apaixonando por Rosemary. Para complicar as coisas, ele descobre que Rosemary vai passar seis semanas em um acampamento de verão e que seus pais vão matriculá-la em uma escola particular quando ela voltar. Quando as coisas parecem estar indo bem, o mundo de Gabe vira de cabeça para baixo quando ele e Rosemary recebem novos sparrings nas aulas de caratê. Gabe está com ciúmes do novo parceiro de Rosemary, um garoto alto e loiro que é muito melhor em autodefesa do que Gabe; durante uma tentativa de impressionar Rosemary, Gabe tenta se exibir e ganhar a faixa amarela, mas fratura dolorosamente a mão quando tenta golpear uma tábua.
Ficando arrasado com o que o amor "realmente é", Gabe descobre com seu pai que o casamento dele com sua mãe arruinou por causa de "coisas que não foram ditas". Percebendo que seu tempo está acabando, Gabe vai encontrar Rosemary em uma festa de casamento onde ela é a Dama de Honra, onde finalmente declara seu amor por ela. Surpresa, Rosemary educadamente responde que não acha que está pronta para amar alguém, mas fica muito feliz em ver Gabe na festa e o convida para dançar; enquanto dançam, Gabe pensa que ele e Rosemary estão em caminhos e vidas diferentes e tira a conclusão de que um relacionamento com ela jamais daria certo. Ele volta para casa e encontra seus pais rindo juntos das lembranças da lua de mel deles; Gabe fica satisfeito e surpreso quando seu pai diz que ele “limpou algumas coisas antigas”, fazendo com que eles aparentemente se reconciliassem. A família sai alegremente para jantar e, no final do filme, Gabe, narrando a história, resume o que Rosemary significou para ele dizendo: "Eu nunca vou ter outro primeiro amor. Esse será sempre ela".

## Elenco
- Josh Hutcherson .... Gabriel "Gabe" Burton, o protagonista principal que está apaixonado por Rosemary Telesco
- Charlie Ray .... Rosemary Telesco, o interesse amoroso de Gabe
- Bradley Whitford e Cynthia Nixon .... Adam Burton e Leslie Burton, pais de Gabe
- Willie Garson .... Ralph, o simpático ascensorista do prédio de Gabe
- Tonye Patano .... Birdie, babá de Rosemary
- Leigah e Juliette Nicoloro .... Mae-Li,  irmã adotiva de Rosemary de Pequim, China
- Josh Pais .... Ronny, encontro amoroso de Leslie
- Michael Bush .... Max, um garoto que é um dos amigos de Gabe.
- John Dossett e Talia Balsam .... Mickey e Jackie Telesco, pais de Rosemary
- Jonah Meyerson .... Sam, um menino que também é outro dos amigos de Gebe
- Brian W. Aguiar .... Jacob, um menino que também é outro dos amigos de Gebe
- Connor Hutcherson  (irmão mais novo de Josh Hutcherson) .... garoto que vomita
- Anthony Laflamme .... Tim Staples, novo parceiro de caratê de Rosemary e rival de Gabe
- Mike Chat .... como ele mesmo, o herói do caratê de Gabe.
- J. Kyle Manzay .... Master Coles, o professor de caratê da aula de caratê de Gabe e Rosemary
- Nick Cubbler .... Daryl Kitzens, o valentão que é derrotado por Gabe e Rosemary
- Neil Jay Shastri .... David Betanahu, novo parceiro de caratê de Gabe

## Produção
A ideia original do filme era apenas uma em meio a uma longa lista de ideias de Mark Levin e sua esposa Jennifer Flackett. O casal sonhava em fazer um projeto atuando como diretores. Eles concluíram que uma história de amor adolescente tinha a vantagem de não ser um projeto liderado por um ator famoso. Eles acreditavam que, por ser uma história simples, eles conseguiriam realizar o filme com um orçamento razoável. Do conceito ao roteiro concluído, demorou cerca de dois meses e o filme recebeu sinal verde logo depois disso.
O beijo dos personagens Gabe e Rosemary foi também o primeiro dos atores Josh Hutcherson e Charlie Ray na vida real. O filme também marcou a estreia de Ray no cinema, que atuou no filme graças a um tio que viu o anúncio das audições para o papel em um jornal e decidiu investir no talento da sobrinha, que nunca tinha participado de algo parecido antes. Ray cresceu tanto durante a produção do longa que Hutcherson teve de subir em uma plataforma de madeira para manter a diferença de altura do começo das filmagens.

## Recepção

### Resposta crítica
Little Manhattan recebeu críticas em sua maioria positivas dos críticos de cinema. No Rotten Tomatoes, o filme tem um índice de aprovação de 77% com base nas avaliações de 31 críticos; o consenso do site afirma: "Little Manhattan é uma doce história de amor jovem que fornece uma visão esclarecedora, embora pragmática, sobre o amor e o namoro". O Metacritic atribui ao filme uma pontuação de 52/100 com base em dez avaliações, indicando "avaliações mistas ou médias".
Stella Papamichael da BBC escreveu que o filme era "doce, mas não xaroposo, e comovente, sem ser manipulador, esse filme infantil se destaca entre as recentes histórias de amor de Hollywood". Kevin Thomas, escrevendo para o Los Angeles Times, chamou o filme de "um belo encantador sobre a avalanche do primeiro amor... uma representação cativante, carinhosamente bem-humorada e até lírica do início da adolescência entre os privilegiados"; contudo, Thomas chamou o roteiro de "problemático", alegando que "a narração [de Gabe] no filme é algo inviável". Jeffrey Lyons, crítico do canal americano NBC, chamou Little Manhattan de "um dos filmes mais doces e comoventes que você verá". Brian Lowry, da revista Variety, foi menos receptivo sobre o filme, argumentando: "Apoiando-se quase inteiramente sobre os ombros de seus jovens protagonistas, tanto eles quanto o filme carecem de brilho para sustentar o que parece ser uma premissa caprichosa, mas, exceto por alguns momentos, se mostra pesada"; ele também acreditou que o filme merecia mais um lançamento diretamente em vídeo ou para a televisão do que um lançamento teatral.

### Comercial
Nos cinemas, o filme arrecadou um total de US$ 385.373 no mercado interno estadunidense e US$ 868.632 em outros países, perfazendo um total global de US$ 1.254.005.

## Trilha sonora
A trilha sonora do filme foi composta por Chad Fischer, guitarrista e vocalista da banda Lazlo Bane.
O filme também contou com outras 18 canções, metade delas covers, de uma variedade de músicos, desde os conhecidos The Beatles e Elvis Presley até os pouco conhecidos The Meadows e Loston Harris. Chad Fischer contribuiu com várias canções para o filme, tanto como intérprete quanto como produtor.
O álbum da trilha sonora do filme não foi oficialmente lançado, fazendo com que metade das músicas usadas sejam ouvidas apenas assistindo o filme.

### Lista de faixas
| N.º | Título                                             | Artista(s)                  | Duração |  |
| 1.  | "Only the Strong Survive[A]"                       | Elvis Presley               | 2:42    |  |
| 2.  | "Birdland"                                         | Ron Aspery                  |         |  |
| 3.  | "When the Saints Go Marching In[C]"                | The All Star Marching Band  |         |  |
| 4.  | "Kung Fu Fighting (Adrian Sherwood On-U-Remix)[A]" | Carl Douglas                | 4:41    |  |
| 5.  | "Sleepless in Brooklyn"                            | Lazlo Bane                  |         |  |
| 6.  | "Younger Yesterday[A]"                             | The Meadows                 | 3:15    |  |
| 7.  | "New Fast[A]"                                      | Aden                        | 2:27    |  |
| 8.  | "Miserable Life"                                   | Chad Fischer e Lyle Workman |         |  |
| 9.  | "Burning Flame[C]"                                 | Richard Friedman            |         |  |
| 10. | "Teach Me Tonight[C]"                              | Loston Harris               |         |  |
| 11. | "Map of My Heart[B]"                               | Chad Fischer                | 3:24    |  |
| 12. | "Lonely Road[A]"                                   | Everlast                    | 3:18    |  |
| 13. | "Polly Wolly Doodle[C]"                            | Susannah Blinkoff           |         |  |
| 14. | "The Very Thought of You[A]"                       | Nat King Cole               | 3:48    |  |
| 15. | "Love[A]"                                          | Matt White                  | 2:50    |  |
| 16. | "At Last[A]"                                       | Etta James                  | 3:02    |  |
| 17. | "Love Grows (Where My Rosemary Goes)[C]"           | Freedy Johnston             |         |  |
| 18. | "In My Life[C]"                                    | Matt Scannell               |         |  |

- A ↑  Disponível em outros lançamentos
- B ↑  Disponível para ouvir na página do Myspace de Chad Fischer[12]
- C ↑  Disponível por músicos originais e/ou outros músicos